# Bannholz (Dreisen)
Bannholz ist ein Weiler, der zur Ortsgemeinde Dreisen im Donnersbergkreis gehört.

## Lage
Bannholz liegt 2 km westlich von Dreisen an der Gemarkungsgrenze. Er ist vom Hauptort durch die dazwischen liegende Bundesautobahn 63 getrennt.

## Geschichte
Bannholz ist eine Neugründung aus dem Jahr 1957; durch Rodung des dortigen Waldes entstand Platz für vier Aussiedlerhöfe. Der Name weist darauf hin, dass es sich bei dem Waldstück einst um einen Bannwald, einen unter besonderen Herrschaftsbesitz stehenden Wald (vgl. Bann) handelt.

## Infrastruktur
Die Kreisstraße 47 verbindet Bannholz halbkreisförmig mit dem Hauptort Dreisen sowie mit Standenbühl.